# 정왕고등학교
정왕고등학교(正往高等學校)는 대한민국 경기도 시흥시 정왕동에 있는 공립 고등학교이다.

## 학교 연혁
- 1998년 1월 15일 : 정왕고등학교 설립인가(24학급)
- 1998년 3월 1일 : 정왕고등학교 개교(초대 홍정숙 교장 취임)
- 1998년 3월 6일 : 제1회 입학식(6학급 224명)
- 2001년 2월 9일 : 제1회 졸업식(242명)
- 2004년 10월 14일 : 정왕관(체육관, 도서관) 개관 및 첨단과학실험실 개소
- 2021년 3월 1일 : 교육부지정 인공지능 융합교육과정 중심고등학교 선정
- 2022년 3월 2일 : 혁신학교 지정
- 2023년 9월 1일 : 제10대 장병희 교장 취임
- 2023년 12월 29일 : 제24회 졸업식(10학급 324명, 졸업생누계 9,028명)
- 2024년 3월 4일 : 제27회 입학식(10학급 343명)

## 참고 자료
- 정왕고등학교 - 한국교육학술정보원 학교알리미